# Viridothelium
Viridothelium is een geslacht van schimmels uit de familie Trypetheliaceae. Het bevat alleen Viridothelium virens.

## Soorten
Volgens Index Fungorum telt het geslacht elf soorten (peildatum februari 2023):
| Soortnaam                        | Auteur(s)                                             | Publicatiejaar |
| -------------------------------- | ----------------------------------------------------- | -------------- |
| Viridothelium cinereoglaucescens | (Vain.) Lücking, M.P. Nelsen & Aptroot                | 2016           |
| Viridothelium indutum            | (Stirt.) Aptroot & Lücking                            | 2016           |
| Viridothelium inspersum          | Aptroot                                               | 2016           |
| Viridothelium kinabaluense       | Aptroot                                               | 2016           |
| Viridothelium leptoseptatum      | Aptroot & M. Cáceres                                  | 2016           |
| Viridothelium megaspermum        | (Makhija & Patw.) Aptroot & Lücking                   | 2016           |
| Viridothelium solomonense        | Aptroot                                               | 2016           |
| Viridothelium tricolor           | Lücking, M.P. Nelsen & N. Salazar                     | 2016           |
| Viridothelium ustulatum          | M. Cáceres & Aptroot                                  | 2017           |
| Viridothelium virens             | (Tuck. ex E. Michener) Lücking, M.P. Nelsen & Aptroot | 2016           |
| Viridothelium vonkonratii        | Lücking, Naksuwankul & Lumbsch                        | 2016           |